# Superstition (The Birthday Massacre)
Superstition es el sexto álbum de la banda canadiense de rock gótico The Birthday Massacre, lanzado el 11 de noviembre de 2014 a través de Metropolis Records. Para promocionar el álbum, se dio lugar una gira por Norteamérica y se lanzó el video de la canción "Beyond", poco después, se lanzó el álbum.

## Trasfondo
Durante las entrevistas, la banda comentó que los temas manejados en el álbum tratan sobre el agua, la mitología y visión de diferentes culturas sobre la religión, moralidad, perdida y la naturaleza desconocida de la vida después de la muerte.

## Lista de canciones
Todas las canciones escritas y compuestas por Chibi, Rainbow y M. Falcore, excepto los citados.. 
| N.º | Título                                                  | Duración |  |
| 1.  | «Divide»                                                | 4:04     |  |
| 2.  | «Diaries»                                               | 3:32     |  |
| 3.  | «Superstition» (coescrita con Aaron Cunningham de SINS) | 3:51     |  |
| 4.  | «Destroyer»                                             | 3:42     |  |
| 5.  | «Surrender»                                             | 5:17     |  |
| 6.  | «Oceania»                                               | 4:11     |  |
| 7.  | «Rain»                                                  | 3:46     |  |
| 8.  | «Beyond»                                                | 3:51     |  |
| 9.  | «The Other Side»                                        | 4:30     |  |
| 10. | «Trinity»                                               | 2:24     |  |

Notes
- "Superstition" fue acreditada como "Escrita por 'Wight Eyes' - (Rainbow y Aaron Cunningham)".

## Créditos
-Según el listado del álbum:
- Chibi - voz,
- Michael Rainbow - letras, productor, mezclador, diseño de la portada
- Michael Falcore - letras, productor, mezclador
- Aaron Cunningham - letras en "Superstition", diseño del álbum y diseño gráfico
- Nathaniel Radmacher - bajo adicional
- Nik Pesut - percusión adicional
- Dave Ogilvie - técnico de sonido y mezclas, Hipposonic Studios, Vancouver, Canadá
- Karl Dicaire - asistente de sonido y mezclas
- Noah Mintz - masterización de audio, Lacquer Channel, Toronto, Canadá
- Terry McManus - mánager
- Owen MacKinder - diseño de la portada
- Andrew Rainbow - fotografía de la portada

## En las listas
| Lista                  | Mejor posición |
| ---------------------- | -------------- |
| Billboard 200          | 143            |
| Top Heatseakers        | 2              |
| Top Independent Albums | 14             |
| Top Alternative Albums | 10             |
| Top Rock Albums        | 23             |